# Хуан Вісенте Перес Мора
Хуан Вісенте Перес Мора (ісп. Juan Vicente Pérez Mora; нар. 27 травня 1909, Тачира — 2 квітня 2024) — венесуельський довгожитель, вік якого підтверджений Групою геронтологічних досліджень (GRG), Книгою рекордів Гіннеса і Групою LongeviQuest (LQ). Він був найстарішою відомою живою людиною у Венесуелі. Також він став найстарішим живим чоловіком у світі, після смерті довгожителя Іспанії, (Сатурніно де ла Фуенте Гарсія 18 січня 2022 року), він був 4 найстарішим чоловіком у світовій історії, а також був 4-м найстарішим живим у світі, після (Марії Браньяс Морери, Томіки Ітооки та Інах Канабарро Лукас) та вважався останнім живим чоловіком який народився у 1909 році. Він був 76-ю найстарішою верифікованою людиною в історії. Крім того він був 2-ю найстарішою живою людиною в Латинській Америці після Інах Канабарро Лукас. Наразі він є 2-м найстарішим латиноамериканцем після Еміліано Меркадо дель Торо. Помер у віці 114 років 311 днів, за 2 місяця до свого 115-річчя.

## Біографія
Хуан Вісенте Перес Мора народився в Ель-Кобрі, Тачира, Венесуела, 27 травня 1909 року. Його батьками були Еукітіо Перес та Едельміра Мора. У 1913 році його родина переїхала до Казеріо Карікуєна, Сан-Хосе-де-Болівар, де вони купили ферму.
У 4 роки він уже мав 8 братів. У дитинстві Перес Мора працював на фермі зі своїм батьком та братами.
У 10 років він почав вчитися, але лише на місяць, бо його вчитель захворів. Він навчився читати та писати за книгою, яку дав йому вчитель. Його брат Мігель жив у сусідньому селі Лос-Паухілес, і Перес Мора почав працювати на нього. Там він зустрів Едіофіну Гарсію і одружився з нею в Сан-Хосе-де-Болівар у 1938 році. Після весілля вони переїхали до села Лос-Паухілес у муніципалітеті Франсіско-де-Міранда, Тачира, де народився їхній перший син. У наступні роки він накопичив достатньо грошей і купив ферму в Касеріо-Карикена, де народилися інші його діти. У пари було 11 дітей, 6 синів та 5 дочок.
У 1998 році померла його дружина.
Перес почав користуватися інвалідним візком у 2007 році, у віці 98 років.
У травні 2019 року він відсвяткував своє 110-річчя, ставши першим відомим чоловіком-довгожителем із Венесуели. Станом на травень 2020 року 6 його дітей були ще живі: 3 сини (Ісабеліно, Анхель Едечіо та Андроніко) та 3 дочки (Марія, Олена та Неліда), а також у нього були 41 внук, 18 правнуків і 12 праправнуків.
18 червня 2020 року Перес Мора дав інтерв'ю Agencia EFE як найстаріший з людей, що нині живуть у Венесуелі.
18 січня 2022 року, після смерті 112-річного Сатурніно де ла Фуенте Гарсія з Іспанії, Перес Мора став найстарішим живим чоловіком у світі.
Його вік було підтверджено такими групами як Групою геронтологічних досліджень (GRG), 4 лютого 2022 року Книгою рекордів Гіннеса і у 2023 році Групою LongeviQuest (LQ).
27 травня 2022 року Хуану Вісенте Перес Мора відсвяткував 113-річчя та 114-річчя разом зі своєю сім'єю.
Перес Мора помер 2 квітня 2024 року в Сан-Хосе-де-Болівар, Тачира, Венесуела, у віці 114 років, 311 днів. Після його смерті найстарішим живим чоловіком на Землі став китаєць Ши Пін.

## Рекорди довгожителя
- 4 жовтня 2015 року після смерті 107-річного Хосе Грегоріо Бріто Рієра Перес став найстарішою людиною, яка живе у Венесуелі.
- 27 травня 2021 року Хуан Вісенте Перес Мора відсвяткував 112-річчя.
- 18 травня 2022 року став 20 найстарішим чоловіком в історії.
- 27 травня 2022 року став 370-ю людиною в історії, який відзначив 113 років.
- 1 червня 2022 року після смерті Деліо Вентуротті, Хуан Вісенте Перес Мора став останнім чоловіком який народився у 1909 році.
- 26 серпня 2022 року увійшов до топ 15 найстаріших чоловіків за всю історію, обігнавши за віком Джеймса Сіснетта.
- 22 квітня 2023 року увійшов до топ 10 найстаріших чоловіків за всю історію, обігнавши за віком Ізраеля Криштала.
- 27 травня 2023 року став 188-ю людиною в історії, який відзначив 114 років і 7-м найстарішим серед чоловіків у світі, а також 7-м найстарішим живим у світі.
- 17 серпня 2023 року Хуан Вісенте Перес Мора став 6-м за віком найстарішим чоловіком у світі, чий вік був підтверджений.
- 3 грудня 2023 року Хуан Вісенте Перес Мора став 5-м за віком найстарішим чоловіком у світі, чий вік був підтверджений.
- 12 грудня 2023 року після смерті Фуси Тацумі, Хуан Вісенте Перес Мора став 5-ю найстарішою живою людиною у світі, чий вік був підтверджений.
- 19 грудня 2023 року Хуан Вісенте Перес Мора став 4-м за віком найстарішим чоловіком у світі, чий вік був підтверджений.
- 26 грудня 2023 року Хуан Вісенте Перес Мора увійшов до топ 100 найстаріших верифікованих людей в історії.
- 22 лютого 2024 року після смерті Едді Чекареллі, Хуан Вісенте Перес Мора став 4-ю найстарішою живою людиною у світі, чий вік був підтверджений.